# Syväjärvi (sjö i Finland, Kajanaland, lat 64,75, long 28,23)
Syväjärvi är en sjö i Finland. Den ligger i kommunen Hyrynsalmi i landskapet Kajanaland, i den centrala delen av landet, 500 km norr om huvudstaden Helsingfors. Syväjärvi ligger 228 meter över havet. Den är 9 meter djup. Arean är 22,8 hektar och strandlinjen är 2,54 kilometer lång. Sjön  ingår i Uleälvens huvudavrinningsområde. 